# Ндимени, Бусисиве
Бусисиве Ндимени (англ. Busisiwe 'Ndimza' Ndimeni; 25 июня 1991, Порт-Элизабет) — южноафриканская футболистка, полузащитница и нападающая. Игрок сборной ЮАР.

## Биография
Выступала на родине за различные клубы — «Мамелоди Сандуанс», «Пэлас Супер Фэлконз», «Морока Свэллоуз», «ТУТ-ПТА» («Технологический университет Претории — Тшване») и другие. В составе «Мамелоди Сандуанс» в 2013 году стала чемпионкой ЮАР и признана лучшим игроком чемпионата. В составе «ТУТ-ПТА» в 2018 году снова завоевала чемпионский титул.
В 2010 году выступала в России за клуб «Звезда-2005» (Пермь), однако не была игроком основного состава. В чемпионате России сыграла 3 неполных матча весной 2010 года, в итоге команда стала бронзовым призёром. В Лиге чемпионов приняла участие в двух матчах 1/4 финала весной 2011 года против французского «Олимпик Лион» (0:0, 0:1).
Дебютировала в национальной сборной ЮАР 16 ноября 2008 года на чемпионате Африки в игре против Туниса, на турнире её команда стала серебряным призёром. Долгое время не была твёрдым игроком основы и стала регулярно играть за сборную только с 2018 года. Серебряный призёр чемпионата Африки 2018 года (4 матча), участница финального турнира чемпионата мира 2019 года (2 матча), победительница чемпионата КОСАФА (Юго-Восточная Африка) 2019 года.